# Deserto Rosso (Wyoming)

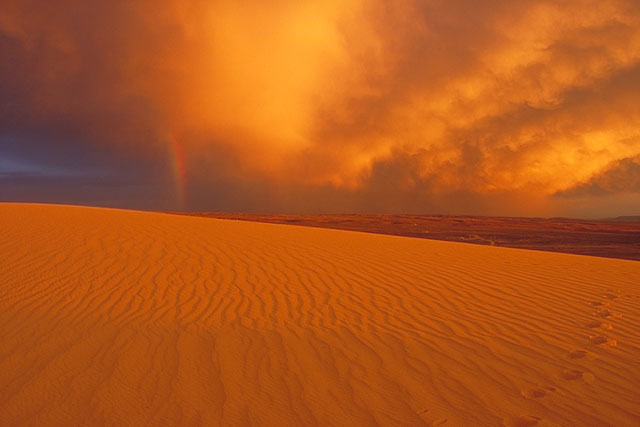
Le Dune di sabbia di Killpecker ospitano una grande gamma di flora e di fauna tra cui l'alce e organismi acquatici che prosperano nei laghetti formati dalla neve sciolta. Fotografia della Bureau of Land Management.

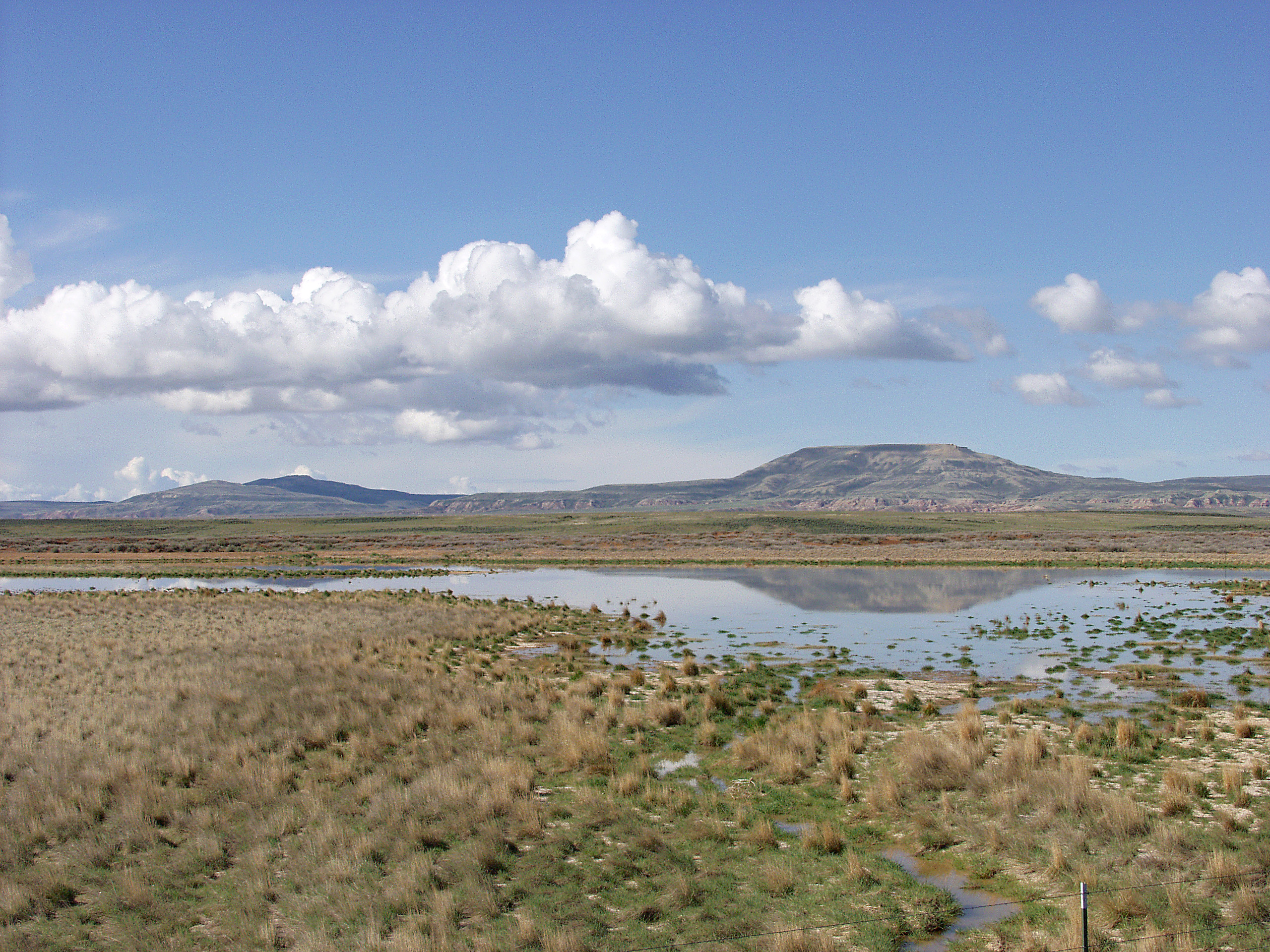
Lo scioglimento della neve e la sorgente primaria d'acqua nel Wyoming come in questa piccola palude nel Muddy Creek Warershed del Deserto Rosso.

Il Deserto Rosso è una steppa ed un deserto situato ad una consistente altitudine nel Wyoming sud-centrale. Si estende per circa 24.000 km². Tra le caratteristiche principali del deserto c'è il Great Divide Basin - Il Grande Bacino Divisorio - un unico grande bacino endoreico formato dalla separazione dello spartiacque continentale, e le Dune di Sabbia di Killpecker, la più grande distesa di dune di sabbia degli Stati Uniti. Nel XIX secolo la regione era attraversata da tre sole strade nella parte nord e ovest, che penetravano nella zona dopo aver attraversato il South Pass, situato nello spartiacque continentale.
Attualmente la trafficata strada Interstate 80 attraversa il deserto nella sua parte meridionale e una ragnatela di altre piccole strade collega tra di loro i giacimenti di gas naturale presenti nella zona.
La maggior parte del Deserto Rosso è territorio pubblico amministrato dalla Rock Springs e dalla Rawlins Wyoming che fanno parte della Bureau of Land Management (BLM). Nella regione si trovano ricchi giacimenti di uranio, petrolio, gas naturale, carbone, e trona.
Circa l'84% del Deserto Rosso è stato "industrializzato" dai pozzi di petrolio e di gas naturale, da diverse miniere e dalle strade a loro collegate.
Il Deserto Rosso ospita una grande quantità di fauna anche se, nella zona, non è presente molta acqua o vegetazione; grandi mandrie, forse le più numerose a livello mondiale, di antilope americana e di alci del deserto sono presenti nella regione. I laghetti che si formano con lo scioglimento delle nevi ospitano anatre, il Cygnus buccinator, gli uccelli delle nevi e il pellicano bianco. Mandrie di cavalli selvaggi dalla lunga coda e criniera sono presenti nella zona malgrado vengano frequentemente controllati dalla (BLM). La specie della pecora Bighorn veniva rinvenuta in questa zona in grandi quantità nel 1871, come testimoniato dalla Hayden Expedition, adesso questa razza di pecore si può trovare, ma solo raramente, in montagna ad alta quota. Il deserto una volta ospitava anche il bisonte del quale si possono trovare, occasionalmente, i teschi sparsi qua e là nel territorio.